# وحش بابل ضد ابن هرقل
وحش بابل ضد ابن هرقل (بالإيطالية: L'eroe di Babilonia)‏(بالفرنسية: Héros de Babylone)‏(المعروف أيضًا باسم أبطال بابل أو بطل بابل وجالوت أو ملك العبيد) هو فيلم ببلوم إيطالي فرنسي عام 1963 كتبه وأخرجه سيرو مارسيليني وبطولة جوردون سكوت.
الفيلم هو تصوير خيالي لسقوط بابل (539 قبل الميلاد)، ويصور الحكام التاريخيين بيلشاصر (كبلتازار) وكورش الكبير (كزايروس).

## حبكة
عندما يعود النبيل نيبور إلى بابل بعد إقامة طويلة في بلاد فارس، فإنه ينقذ الخادمة تاميرا من جنود المغتصب الشرير بلثازار. بعد ذلك يقوم نيبور بزيارة كمجاملة لبلطيق بلثازار حيث يلتقي بالكاهنة الكبرى أورا التي لديها طموحات لتصبح ملكة والتي تلقي نظرة شهوانية على هذا الزائر الجديد.
لاحقًا، بعد أن صدمته قسوة حكم بلثازار وتأثر بمجموعة من المتمردين، قاطع نيبور التضحية النارية لاجل العذارى. أُجبر نيبور على الفرار من بابل، بعد إصابته بسهم في ظهره، واستعاد صحته على يد قوات الملك الفارسي كورش، الذين كانوا يسيرون نحو بابل. يتسلل نيبور مرة أخرى إلى بابل حيث يقبض عليه ويقييده إلى جدار داخل زنزانة.
باستخدام قوته العظيمة، يتمكن نيبور من التحرر، وينقذ تاميرا قبل أن يتم التضحية بها، ويدخل في قتال بالسيف حتى الموت مع بلثازار. يصل الآن الجيش الفارسي، وقبل أن يعود كورش إلى وطنه، يتأكد من أن نيبور يجلس على عرش بابل مع المخلصة تاميرا إلى جانبه.

## الطاقم
- جوردون سكوت في دور نيبور
- جينيفيف جراد في دور تاميرا
- أندريا سكوتي في دور نامار
- سيلينا سيلي في دور أجار
- مويرا أورفي في دور أورا
- ماريو بيتري في دور زايروس
- بييرو لولي في دور بلثازار
- أندريا أوريلي في دور أنارسي
- جوزيبي أدوباتي في دور ليكارديوس
- هارولد برادلي في دور مورسوك
- اوريستي ليونيلو
- كونسالفو ديل آرتي
- ريناتو مالافاسي

## روابط خارجية
- وحش بابل ضد ابن هرقل  في قاعدة بيانات الأفلام على الإنترنت (بالإنجليزية)